# Brad Schneider
Pour les articles homonymes, voir Schneider.
Bradley Scott Schneider dit Brad Schneider, né le 20 août 1961 à Denver, est un homme politique américain, membre du Parti démocrate.
Il représente le 10e district de l'Illinois à la Chambre des représentants des États-Unis de 2013 à 2015 et depuis 2017. Membre de l'AIPAC, il est partisan du mariage homosexuel, de l'Obamacare, de la lutte contre le réchauffement climatique, de sanctions contre l'Iran, de l'augmentation du salaire minimum et du droit à l'avortement.
Il est président de la New Democrat Coalition depuis le 3 janvier 2025, au cours du 119e congrès.